# Gornja Dolina
Gornja Dolina (en serbe cyrillique : Горња Долина) est un village de Bosnie-Herzégovine. Il est situé dans la municipalité de Gradiška et dans la république serbe de Bosnie. Selon les premiers résultats du recensement bosnien de 2013, il compte 99 habitants.

## Démographie

### Évolution historique de la population dans la localité
| 1948 | 1953 | 1961 | 1971 | 1981 | 1991 | 2013 |
| ---- | ---- | ---- | ---- | ---- | ---- | ---- |
| -    | -    | 512  | 534  | 462  | 400  | 99   |

|  |

### Communauté locale
En 1991, Gornja Dolina faisait partie de la communauté locale de Dolina qui comptait 868 habitants, répartis de la manière suivante :